# 18 ذو الحجة
- السبت
- الأحد
- الاثنين
- الثلاثاء
- الأربعاء
- الخميس
- الجمعة

- 2624 مايو 2025
- 2725 مايو 2025
- 2826 مايو 2025
- 2927 مايو 2025
- 128 مايو 2025
- 229 مايو 2025
- 330 مايو 2025
- 431 مايو 2025
- 51 يونيو 2025
- 62 يونيو 2025
- 73 يونيو 2025
- 84 يونيو 2025
- 95 يونيو 2025
- 106 يونيو 2025
- 117 يونيو 2025
- 128 يونيو 2025
- 139 يونيو 2025
- 1410 يونيو 2025
- 1511 يونيو 2025
- 1612 يونيو 2025
- 1713 يونيو 2025
- 1814 يونيو 2025
- 1915 يونيو 2025
- 2016 يونيو 2025
- 2117 يونيو 2025
- 2218 يونيو 2025
- 2319 يونيو 2025
- 2420 يونيو 2025
- 2521 يونيو 2025
- 2622 يونيو 2025
- 2723 يونيو 2025
- 2824 يونيو 2025
- 2925 يونيو 2025
- 126 يونيو 2025
- 227 يونيو 2025

18 ذو الحجَّة أو 18 ذو الحجَّة الحرام أو يوم 18 \ 12 (اليوم الثامن عشر من الشهر الثاني عشر) هو اليوم الثالث والأربعون بعد الثلاثمائة (343) من أيَّام السنة (أو الرابع والأربعون بعد الثلاثمائة لو كان شهر رمضان مُتممًا لليوم الثلاثين أو الخامس والأربعون بعد الثلاثمائة لو أتم كلًا من صفر وربيع الآخر وجمادى الآخرة وشعبان ورمضان ثلاثين يومًا) وفق التقويم الهجري القمري (العربي). يبقى بعده 11 أو 12 يومًا لانتهاء السنة.

## أحداث
- 10 هـ - الرسول محمد يوصي بالخلافة من بعده لعلي بن أبي طالب ويبايعه الحاضرين بذلك، وفق المعتقد الشيعي.
- 1214 هـ - الوهابيون يهاجمون مدينة كربلاء بعدد من الفرسان قيل بأن عددهم بلغ اثني عشر ألف فارس.
- 1330 هـ - إسبانيا تعلن الحماية على سواحل المغرب الشمالية.
- 1338 هـ - ظهر للوجود للمرة الأولى لبنان والذي ضم مناطق عدة خاضعة للانتداب الفرنسي، وجاء ظهوره في إطار تصفية تركة الدولة العثمانية، وكانت هذه الدولة تضم جبل لبنان وألحقت به كل من بيروت وطرابلس وبعلبك والهرمل والجنوب وسميت جميعها دولة لبنان الكبير.
- 1340 هـ - تتويج الأمير فيصل ملكًا على العراق بعد إجراء استفتاء شعبي كانت نتيجته 96% تأييدًا لفيصل.
- 1357 هـ - افتتاح مؤتمر المائدة المستديرة بين مندوبي مصر والعراق والأردن والسعودية واليمن، ومندوبين بريطانيين في قصر سان جيمس في لندن.
- 1371 هـ - وزارة علي ماهر باشا في مصر تقدم استقالتها بعد 44 يومًا من تشكيلها بعد الثورة على النظام الملكي، واللواء محمد نجيب يشكل الوزارة الجديدة ويحتفظ بها لنفسه بوزارة الحربية والبحرية.
- 1375 هـ - الرئيس المصري جمال عبد الناصر يؤمم قناة السويس، وهي الخطوة التي أدت إلى وقوع العدوان الثلاثي من بريطانيا وفرنسا وإسرائيل على مصر.
- 1379 هـ - الإعلان عن الدستور التركي المؤقت وذلك بعد الانقلاب العسكري الذي قادة الجيش على الرئيس محمود جلال بايار وحكومته قبل بضعة أيام.
- 1407 هـ - الرئيس الأمريكي رونالد ريغان يعترف بمسئوليته عن قضية إيران / كونترا.
- 1421 هـ - محكمة كويتية تخفض حكم الإعدام الصادر بحق علاء حسين المتهم برئاسة ما عرف باسم حكومة الكويت المؤقتة التي شكلتها حكومة صدام حسين أثناء فترة الغزو العراقي للكويت إلى الحبس المؤبد وذلك لأسباب إنسانية.
- 1424 هـ - مجموعة من المتطرفين اليهود تقوم بتحطيم أعمدة رخامية أثرية بالقرب من المتحف الإسلامي داخل ساحة المسجد الأقصى يعود تاريخها إلى العصور الإسلامية الأولى.
- 1425 هـ - بدء إدلاء العراقيين المقيمين في الخارج بأصواتهم في الانتخابات العراقية العامة التي تهدف إلى اختيار مجلس وطني يضع دستورًا جديدًا للبلاد.
- 1428 هـ -
  - انعقاد «مؤتمر أنابوليس للسلام في الشرق الأوسط» في أنابوليس.
  - اغتيال بينظير بوتو رئيسة وزراء باكستان السابقة بالرصاص وتبعة بتفجير انتحاري.

## مواليد
- 1214 هـ - مرتضى الأنصاري، رجل دين وفقيه ومرجع شيعي إثني عشري.
- 1274 هـ - إبراهيم السلماسي الكاظمي، رجل دين شيعي عراقي من أصول آذرية.
- 1342 هـ - إلياس سركيس، رئيس الجمهورية اللبنانية.
- 1362 هـ - فادية بنت فاروق الأول، ملك مصر.
- 1358 هـ - كارلوس سليم، رجل أعمال مكسيكي من أصل لبناني.
- 1360 هـ - عطا الله أبو زياد، شاعر فلسطيني أردني.
- 1372 هـ - جميل أبو صبيح، شاعر وصحفي أردني.
- 1378 هـ - ميشال فرعون، سياسي ورجل أعمال لبناني.
- 1379 هـ - حسن جوهر، أكاديمي وسياسي كويتي.
- 1386 هـ - عبير الجندي، ممثلة مصرية تعمل في الكويت.
- 1397 هـ -
  - شادي محمد، لاعب كرة قدم مصري.
  - إلهام حميدي، ممثلة إيرانية.
- 1398 هـ - مروة عبد المنعم، ممثلة مصرية.

## وفيات
- 487 هـ - أبو تميم معد المستنصر بالله، الخليفة الفاطمي الثامن والإمام الثامن عشر في سلسلة أئمة الشيعة الإسماعيلية.
- 672 هـ - نصير الدين الطوسي، فقيه وفيلسوف وعالم رياضيات وفلك مسلم.
- 940 هـ - علي بن حسين بن عبد العالي الكركي العاملي، رجل دين وفقيه شيعي.
- 1053 هـ - يحيى بن زكريا بن بيرام أفندي، شيخ الإسلام في الدولة العثمانية.
- 1374 هـ - روز شحفة، ناشطة حقوق المرأة لبنانية.
- 1377 هـ - حافظ الحكمي، عالم دين سني سعودي.
- 1396 هـ - فتحية بنت فؤاد الأول ملك مصر.
- 1416 هـ - محمد الشرقاوي، ممثل مصري.
- 1417 هـ - سمير وحيد، ممثل مصري.
- 1426 هـ - أبو البراء أحمد، القاضي الشرعي في الجماعة السلفية للدعوة والقتال بالجزائر.
- 1427 هـ - إيهاب نافع، ممثل مصري.
- 1428 هـ - بينظير بوتو، رئيسه وزراء باكستان.

## مناسبات
- عيد الغدير عند المسلمين الشيعة.

## وصلات خارجية
- موقع قصة الإسلام: حدث في شهر ذو الحجَّة.